# Boujniba
Boujniba (en arabe : بو جنيبة) est une ville du Maroc. Elle est située dans la région de Béni Mellal-Khénifra. Elle est connue pour ses anciens gisements de phosphate.

## Sport
Au niveau du sport, la ville de Boujniba a vue la création de son 1er club sportif dans les annèes 1930 dont son équipe de football avait participé en Botola sous l'ère de la LMFA.

Voir : 

### Sources
- (en) Boujniba sur le site de Falling Rain Genomics, Inc.